# Zlata Meglenska
Sveta Zlata Meglenska (Slatina, Grčka, godina rođenja nepoznata – Slatina, 1795.) bila je svetica i mučenica.
Rođena je u selu Slatini na granici Grčke i Sjeverne Makedonije, od siromašnih seoskih roditelja, koji su imali još tri kćeri. Zlata je bila krotka i pobožna djevojka. Kada je Zlata jednom otišla po vodu, uhvatili su je Turci i odveli u svoju kuću. Kada joj je jedan od njih nudio, da se poturči i da mu bude žena, Zlata mu je odgovorila da se ne želi odreći Krista i kršćanske vjere, makar je mučili. Došli su joj roditelji i savjetovali joj da se odrekne Krista iz nužde. Ona je to odbila.
Tada su je Turci bacili u tamnicu, gdje je bila tri mjeseca; svaki dan su je šibali. Na kraju su je objesili naopačke i podložili vatru, da se od dima uguši. To je preživjela. Poslije toga su je objesili na drvo i isjekli na male komade. Komade njenih posmrtnih ostataka, vjernici su uzeli kući za blagoslov.